# Märkischer Sprecher
Der Märkische Sprecher war eine Zeitung für den Kreis Bochum. Die Publikation erschien ab 1829, gegründet vom Druckermeister Wilhelm Stumpf aus Soest. Ab 1848 erschien sie als Märkischer Sprecher – Kreisblatt für den Kreis Bochum.
Die Ausrichtung der Zeitung war National-Liberal. Ab 1889 war für vier Jahrzehnte Paul Küppers der Schriftleiter des Blattes. Dieser trat 1920 zurück als die Zeitung mit dem Bochumer Anzeiger verschmolz. Am 14. Februar 1930 stellte die Zeitung ihr Erscheinen ein.
Im südlich angrenzenden Hattingen entstanden 1849 die Märkischen Blätter, in Bochum 1872 die Westfälische Volkszeitung.